# 공릉중학교
공릉중학교(孔陵中學校)는 대한민국 서울특별시 노원구 공릉동에 위치한 공립 중학교이다.

## 학교 연혁
- 1984년 12월 8일 : 공릉중학교 설립 인가
- 1985년 3월 1일 : 초대 오인수 교장 취임
- 1985년 3월 4일 : 제1회 입학식
- 1988년 2월 12일 : 제1회 졸업식
- 2022년 3월 1일 : 제13대 최연석 교장 취임
- 2023년 1월 3일 : 제36회 졸업식(266명, 총 16,866명)
- 2023년 3월 2일 : 제39회 입학식 (222명)

## 참고 자료
- 공릉중학교 - 한국교육학술정보원 학교알리미